# Avenue Victor-Hugo (Rodez)
Pour les articles homonymes, voir Victor, Hugo, Victor Hugo et Rue Victor-Hugo.
L'avenue Victor-Hugo est une double voie à sens unique de la ville de Rodez, préfecture de l'Aveyron.

## Situation et accès
L'avenue Victor-Hugo, accessible par l'avenue Amans-Rodat, est une double voie à sens unique jusqu'au 3/4. Elle permet l'accès à la place d'Armes, à la rue Planard, ou à la rue Combarel.
De nombreuses lignes du réseau Agglobus desservent l'arrêt Victor Hugo, situé au début de l'avenue.

## Origine du nom
Elle porte le nom du poète, dramaturge, écrivain et homme politique français Victor Hugo (1802-1885).

## Historique
À l'origine, ce n'était qu'un chemin de terre qui rejoignait l'axe Montauban / Montpellier. Il subit de nombreux élargissements au cours de l'histoire, le faisant devenir de plus en plus rectiligne. Le dernier eut lieu en 1950 lors de la foire-expo du Pays Rouergat, pour former enfin l'avenue actuelle.
En 2013, l'avenue est réaménagée dans le cadre de la construction du multiplexe cinématographique et du Musée Soulages.

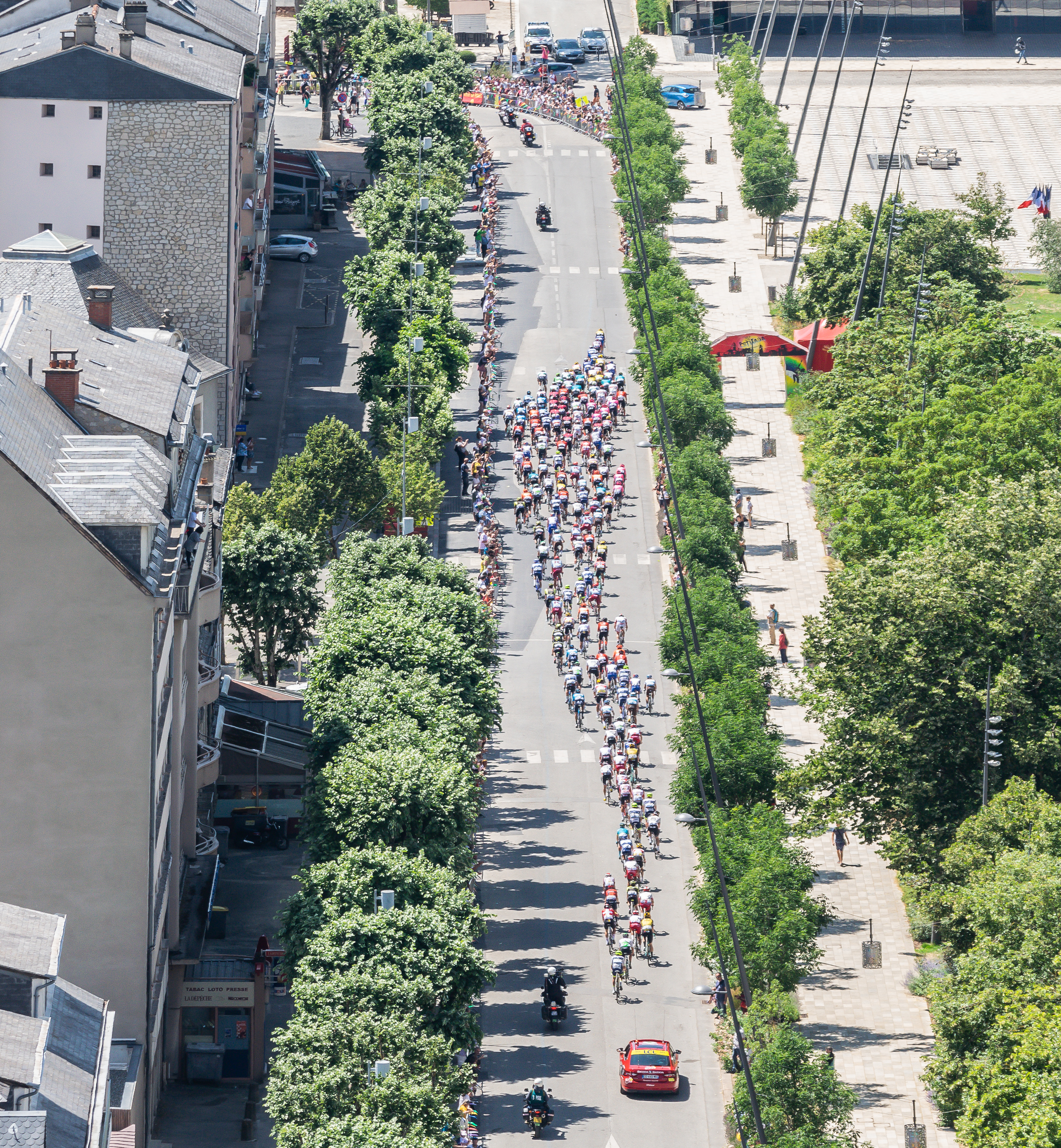
Passage du peloton avenue Victor-Hugo, lors de la 10e étape du Tour de France 2019

## Bâtiments remarquables et lieux de mémoire
L'Esplanade des Rutènes puis le jardin public du Foirail jouxtent cette avenue sur presque l'intégralité de sa longueur.
Depuis son ouverture le 30 mai 2014, l'avenue Victor-Hugo constitue l'adresse officielle du Musée Soulages.